# Rodion Raskolnikov
Pour les articles homonymes, voir Raskolnikov.

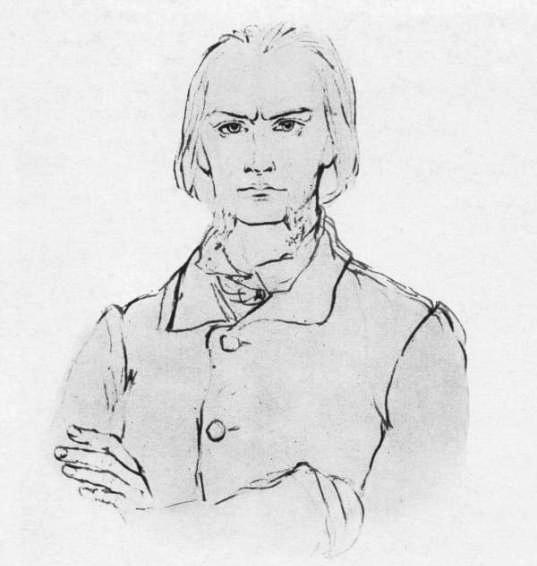
R.Raskolnikov par Piotr Boklevski.

Rodion Romanovitch Raskolnikov (en russe : Родион Романович Раскольников) est le personnage principal du roman de Fiodor Dostoïevski, Crime et Châtiment.

## Raskolnikov dans le roman

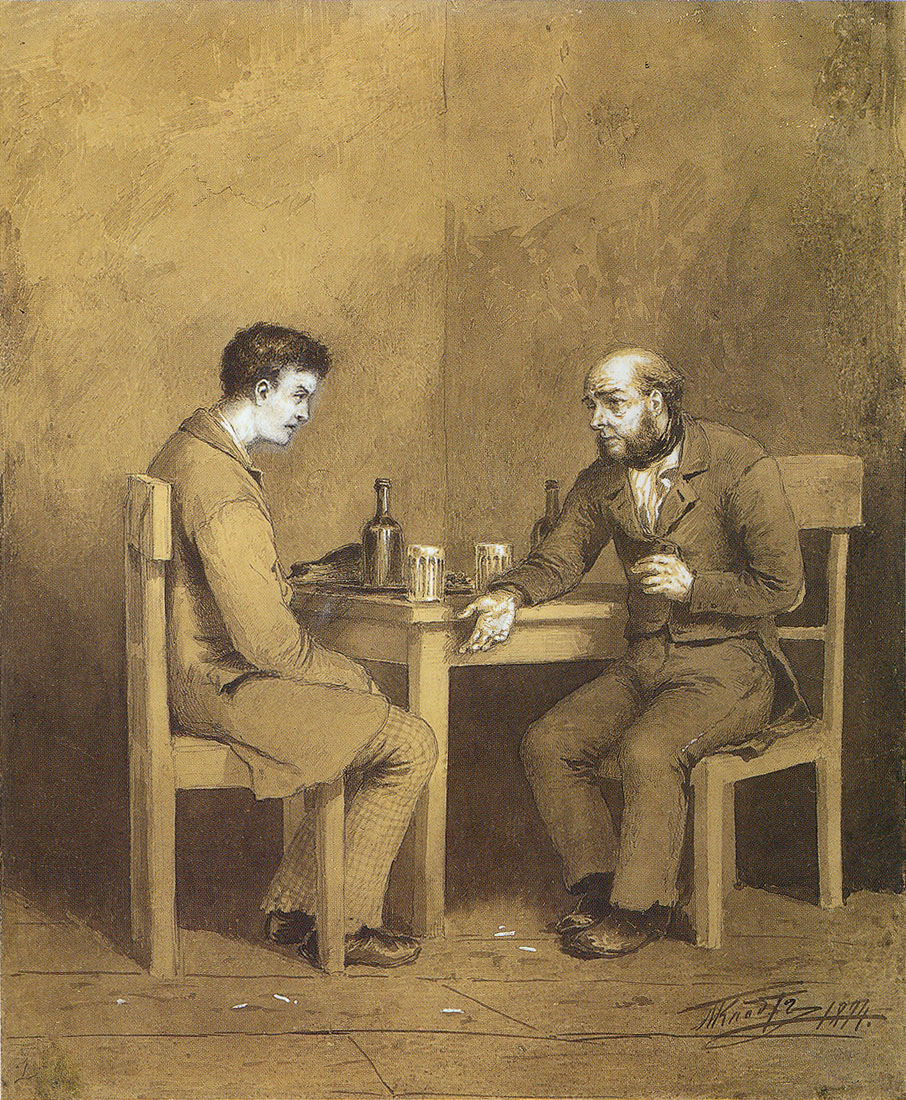
Mikhaïl Klodt : Marmeladov et Raskolnikov (à gauche).

Sans doute né en 1843, Raskolnikov est un ancien étudiant en droit tombé dans la misère. « Il était remarquablement bien de sa personne, avec de beaux yeux sombres, roux foncé, la taille au-dessus de la moyenne, mince et élancé. […] Il était si mal habillé que tout autre aurait honte de sortir ainsi dans la rue avec des tels oripeaux pendant la journée. »
Or Raskolnikov considère que le monde est divisé entre la masse des gens ordinaires et quelques très rares personnes qui ne sont pas soumises aux mêmes règles : elles disposeraient notamment d'un « droit moral de tuer ». Persuadé d'appartenir à la seconde catégorie, il caresse l'idée de tuer pour la voler Aliona Ivanovna, vieille usurière veuve d'un conseiller titulaire : « Elle donne quatre fois moins que le coût d'une chose, et prend des intérêts mensuels à taux de 5 ou même de 7. » « Cette vieille est stupide, sourde, avare et prend des taux usuraires disproportionnés. Elle est méchante et, issue d'un autre temps, exploite sa sœur cadette comme domestique. "Elle est totalement inutile", "dans quel but vit-elle ?", "Est-elle utile à quelqu'un ?"… »
Cependant il hésite encore à assassiner la vieille femme. C'est alors qu'il reçoit une lettre de sa mère lui apprenant que sa sœur va bientôt épouser un certain Loujine. Raskolnikov comprend que sa sœur n'aime pas son futur mari mais se sacrifie pour aider matériellement sa famille, lui en particulier. Décidé dès lors à éliminer la vieille usurière, il tue accidentellement la sœur de celle-ci, témoin involontaire.

## Modèles

### Guérassime Tchistov
Greffier de 27 ans, vieux-croyant, qui en janvier 1865, à Moscou, a tué à coups de marteau deux vieilles femmes (une cuisinière et une blanchisseuse) dans le but de voler les biens de leur maîtresse, Mme Doubrovina, de la classe des petits bourgeois. « C'est d'une malle de fer que de l'argent et des objets d'argent et d'or ont été dérobés. Les deux victimes ont été trouvées dans des pièces différentes et dans des mares de sang. » (Journal La Voix («Голос») 1865, 7-13 septembre.)

### А. Т. Néophytov
Professeur d'histoire à Moscou, parent en ligne maternelle de la tante de Dostoïevski (issue de la classe des marchands) A. F. Koumanina et figurant dans le testament comme Dostoïevski lui-même, il a été arrêté dans une affaire de faux billets à taux de 5 % et de prêt à domicile (voir le motif de l'enrichissement instantané dans la conscience de Raskolnikov).

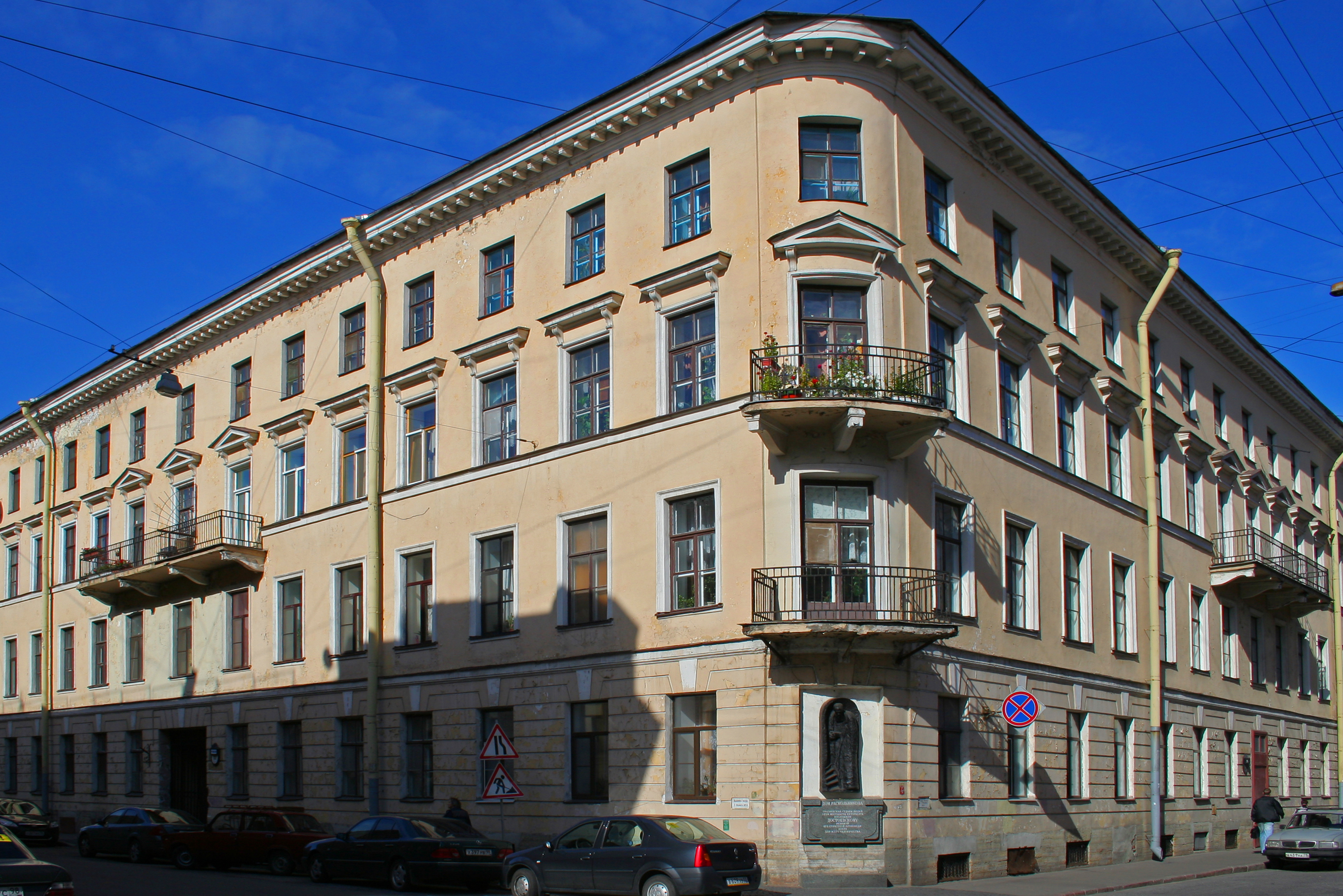
L'immeuble dit de Raskolnikov à Saint-Pétersbourg.

### Pierre-François Lacenaire
Soutenant que tuer était pour lui comme « boire un verre de vin », ce criminel français a écrit des vers et des Mémoires pour démontrer qu'il était une « victime de la société » et justifier ses crimes au nom d'un idéal de justice sociale. Animé par un esprit de vengeance, il prétend avoir été inspirés par les propos de socialistes utopistes (compte-rendu par Dostoïevski lui-même du procès de Lacenaire, qui a eu lieu dans les années 1830, pour le journal Le Temps, 1861, no 2).

## Adaptation à l'opéra
- L'opéra « Raskolnikov », du compositeur suisse Heinrich Sutermeister et sur un livret de Peter Sutermeister, est un opéra en allemand et en deux actes adapté de Crime et Châtiment. La première a lieu le 14 octobre 1948 à l'opéra royal de Stockholm. Le compositeur représente sur scène le dédoublement de personnalité de Raskolnikov en écrivant le rôle pour deux voix, un ténor et un baryton[3].